# Ember az étteremből
Az Ember a vendéglőből (eredeti címe: Человек из ресторана) Ivan Smeljov azonos című elbeszélése alapján készült, 1927-ben bemutatott szovjet, orosz némafilm. Rendezte Jakov Protazanov.

## Cselekménye
A történet az első világháború idején játszódik. Az előkelő étterem pincére, Szkorohodov levelet kap, hogy fia meghalt a fronton; csakhamar feleségét is elveszíti. A tehetséges hegedűs gimnazista lányának, Natasának tanítását nem tudja fizetni, ezért elhelyezi őt az étterem zenekarában, egyik szobáját pedig bérbe adja a fiatal Szokolinnak, aki futárként dolgozik egy irodában. A szerény fiatalember és a pincér lánya megszeretik egymást. Az étterem törzsvendége, Karaszjov gyártulajdonos azonban elhatározta, hogy elcsábítja Natasát, és ezért aljas cselhez folyamodik. Az apa és Szokolin épp az utolsó pillanatban érkezik.
A főhőst, az egyszerű "kisember" szerepét Mihail Csehov (Anton Csehov író unokaöccse) játssza. A film bemutatóját követő évben hagyta el végleg hazáját. Ugyanabban az évben maradt külföldön a Natasát alakító Vera Malinovszkaja is. Ezek után a filmet sokáig nem játszották, az 1990-es években kétszer is sugározta az orosz (központi?) televízió.

## Szereposztás
- Mihail Csehov – Szkorohodov pincér
- Vera Malinovszkaja – Natasa, a lánya
- Ivan Koval-Szamborszkij – Szokolin
- Mihail Narokov – Karaszjov gyáros
- Mihail Klimov – Stossz, szállodás
- K. Alekszejeva – Szkorohodov felesége
- Andrej Petrovszkij – tábornok
- Sztyepan Kuznyecov – miniszter
- Mihail Zsarov – pincér
- Raisza Karelina-Raich – hölgy
- Szofja Jakovleva – elcsábított leány
- Szofja Levityina – éttermi vendég
- Jakov Protazanov
- Borisz Suskevics
- Szergej Cenyin – tiszt
- Mark Prudkin – tiszt